# الرجل الأخضر (رواية)
الرجل الأخضر (بالإنجليزية: The Green Man)‏ هي رواية للكاتب الإنجلزي كينجسلي أميس، نشرت عام 1969، عن دار نشر هاركورت بريس آند وورلد في الولايات المتحدة.